# گریگور مخیتاریان
گریگور سواک مخیتاریان (ارمنی: Գրիգոր Սևակ Մխիթարյան) استادبزرگ شطرنج ارمنی‌تبار اهل برزیل است. وی قهرمان پیشین شطرنج برزیل است. پدر وی از ارمنیان لبنان و مادرش نیز از ارمنیان برزیل هستند. وی آموزش شطرنج در سن ۷ سالگی شروع کرد. در حال حاضر وی سومین شطرنج‌باز قدرتمند برزیل می‌باشد.
| مسابقات                             | سال        | مقام | امتیاز |
| ----------------------------------- | ---------- | ---- | ------ |
| 26th Brazilian Championships        | سال 2009   | 3ام  | 7.5/11 |
| La Laguna tournament                | آوریل 2010 | 8ام  | 6/9    |
| International Chess Festival Eforie | ژوئن 2010  | 9ام  | 8/11   |
| Tata Steel Chess Tournament C Group | سال 2013   | 4ام  | 8/13   |

| به‌دلیل برخی مشکلات فنی، نمودارها موقتاً قابل مشاهده نیستند. اطلاعات بیشتر پیرامون این مشکل در فابریکاتور و وبگاه مدیاویکی در دسترس است. | |
| | به‌دلیل برخی مشکلات فنی، نمودارها موقتاً قابل مشاهده نیستند. اطلاعات بیشتر پیرامون این مشکل در فابریکاتور و وبگاه مدیاویکی در دسترس است. |